# Estatic Fear
Estatic Fear – austriacki zespół muzyczny łączący elementy gothic i doom metalu nawiązujący w aranżacjach do muzyki średniowiecznej. Powstał w 1994 roku. Po wydaniu dwóch płyt rozpadł się w 1999 roku (odeszli wszyscy muzycy z wyjątkiem założyciela Matthiasa Koglera).

## Byli członkowie
- Matthias Kogler – gitary, fortepian
- Milan 'Astaroth Magus' Pejak – perkusja
- Markus Miesbauer – gitara basowa, śpiew
- Stauff
- Jürgen „Jay” Lalik – śpiew
- Thomas Hirtenkauf – śpiew
- Klaus Kogler – lutnia
- Bernhard Vath – wiolonczela
- Markus Pointner – perkusja
- Claudia Schöftner – śpiew
- Franz Hageneder – flet

## Dyskografia
- Somnium Obmutum (1996)
- A Sombre Dance (1999)

Obydwie płyty wydała firma CCP-Records.